# Pastirice
Pastirice (znanstveno ime Motacillidae) so družina ptic iz reda pevcev, razširjena po vsem svetu. Opisanih je 69 vrst, ki jih združujemo v pet rodov, med njimi so v Evropi najbolj znane pastirice v ožjem pomenu besede (rod Motacilla) in cipe (rod Anthus).

## Opis
V splošnem so pastirice dokaj majhni, vitki ptiči s koničastimi perutmi in srednjimi do dolgimi repi ter velikimi stopali. Kljun je majhen in koničast. Operjenost je raznolika; pastirice imajo denimo kontrastne vzorce črne, sive, bele in rumene, medtem ko so cipe nevpadljivih zemeljskih barv.
Prehranjujejo se z žuželkami in drugimi majhnimi nevretenčarji, ki jih pobirajo s tal ali lovijo na nizkih višinah v zraku, ob pomanjkanju tovrstne hrane pa posežejo tudi po jagodah in semenih. V splošnem so monogamni ptiči, za zarod skrbita oba starša. Prepoznavne so po značilnem guganju z repom med hojo.

## Habitat in razširjenost
Večina vrst se zadržuje na odprtem, so ptice travnikov, tundre in savane. Razširjene so po vsem svetu.

## Vrste in rodovi
Družina: Motacillidae
- Rod Dendronanthus
  - Dendronanthus indicus (gozdna pastirica)
- Rod Motacilla: tipične pastirice
  - Motacilla flava (rumena pastirica) – verjetno parafiletska
  - Motacilla tschutschensis (vzhodna rumena pastirica) – verjetno parafiletska
  - Motacilla citreola (citronasta pastirica) – verjetno parafiletska
  - Motacilla capensis
  - Motacilla flaviventris
  - Motacilla cinerea (siva pastirica)
  - Motacilla clara
  - Motacilla alba (bela pastirica) – verjetno parafiletska
    - Motacilla alba yarrellii
    - Motacilla alba lugens

  - Motacilla aguimp (deviška pastirica)
  - Motacilla samveasnae
  - Motacilla grandis
  - Motacilla madaraspatensis
  - Motacilla bocagii
- Rod Tmetothylacus
  - Tmetothylacus tenellus
- Rod Macronyx: dolgoklavke
  - Macronyx capensis
  - Macronyx croceus
  - Macronyx fuellebornii
  - Macronyx sharpei - občasno umeščena v rod Hemimacronyx
  - Macronyx flavicollis (abesinska dolgoklavka)
  - Macronyx aurantiigula
  - Macronyx ameliae
  - Macronyx grimwoodi
- Rod Anthus: tipične cipe
  - Anthus richardi
  - Anthus rufulus
  - Anthus australis
  - Anthus novaeseelandiae (ostrožna cipa)
  - Anthus cinnamomeus
  - Anthus hoeschi
  - Anthus godlewskii (mongolska cipa)
  - Anthus campestris (rjava cipa)
  - Anthus similis (dolgokljuna cipa)
  - Anthus nicholsoni
  - Anthus nyassae
  - Anthus vaalensis
  - Anthus leucophrys
  - Anthus pallidiventris
  - Anthus pratensis (travniška cipa)
  - Anthus trivialis (drevesna cipa)
  - Anthus hodgsoni (gozdna cipa)
  - Anthus gustavi (tundrica)
  - Anthus roseatus
  - Anthus cervinus (rdečegrla cipa)
  - Anthus rubescens (ameriška vriskarica)
  - Anthus spinoletta (vriskarica)
  - Anthus petrosus (obalna vriskarica)
  - Anthus nilghiriensis
  - Anthus sylvanus
  - Anthus berthelotii (kanarska cipa)
  - Anthus lineiventris
  - Anthus crenatus
  - Anthus brachyurus
  - Anthus caffer
  - Anthus sokokensis
  - Anthus melindae
  - Anthus chloris - občasno umeščena v rod Hemimacronyx
  - Anthus gutturalis
  - Anthus spragueii
  - Anthus chii
  - Anthus furcatus
  - Anthus chacoensis
  - Anthus correndera
  - Anthus antarcticus
  - Anthus nattereri
  - Anthus hellmayri
  - Anthus bogotensis
  - Anthus ruficollis

Najbližji sorodniki pastiric so ščinkavci.